# Patellapis burungensis
Patellapis burungensis är en biart som först beskrevs av Cockerell 1937.  Patellapis burungensis ingår i släktet Patellapis och familjen vägbin. Inga underarter finns listade i Catalogue of Life.